# 三价铁离子
三价铁离子（Fe3+, 铁(III), iron(III), ferric）是一种常见的铁的离子，主要存在于铁盐及其溶液中，如氯化铁。Fe3+具有较强的氧化性(EΘ=+0.77V)。虽然常见的含三价铁离子的氯化铁溶液呈棕黄色，但这并不是Fe3+自身的颜色，而是其与Cl-配位形成的配合物的颜色；[Fe(H2O)6]3+实际上是淡紫色的。

## 离子结构
Fe3+是铁失去4s轨道的两个电子和3d轨道一个电子形成的，由于失去次外层一个电子后，其最外的3d轨道形成了“半充满”的结构，具有相对的稳定性。

## 氧化性
Fe3+有较强的氧化性，其标准电极电势EΘ=+0.77V。可与活潑金屬（Fe、Cu等），鹵素離子（I-）等還原劑反应形成二价铁离子（Fe2+）。
含Fe3+的溶液一般被认为有较强氧化性，但其氧化性受配位离子的影响显著，如在氰根离子CN-配位后Fe3+氧化性会减弱。

## 水解
三价铁离子极易水解，或与氢氧根（OH-）反应形成氢氧化铁沉淀。这是因为其电荷高而且离子半径小，与之配位的水分子受吸电子诱导效应，酸性增强，易于解离出质子，并进一步脱水缩聚形成Fe-O-Fe的氢氧化物—氧化物水合物胶体。所以，在pH>4的环境下，Fe3+就容易形成沉淀。氢氧化铁{\displaystyle K_{\text{sp}}=4\times 10^{-38}}。
由于双水解Fe3+与CO32-等离子不共存。
在其水解过程中，Fe3+可形成带正电的氢氧化铁（Fe(OH)3)胶体，从而吸附水中带负电荷的微粒聚沉，达到净水目的。

## 催化性
Fe3+可催化多种反应，如过氧化氢的分解。一般认为这是因为Fe3+/Fe2+的电势位于H2O2/H2O和O2/H2O2，从而使得原本一步高能垒的双分子反应变为两步低能垒的分子—离子反应，即Fe3+先氧化过氧化氢生成氧气和Fe2+，后者再被过氧化氢氧化至Fe3+。

## 络合物
三价铁离子可与硫氰酸根（SCN-）离子形成配位离子，使溶液呈血红色。该反应可用来鉴定溶液中存在Fe3+，也常被用于电影特技与魔术（製作假血）。
三价铁离子还能与一氧化碳、氰根离子形成稳定的六配位离子，这使得它被用来处理含有氰根离子的有毒废水（辅助以二价铁离子沉淀出普鲁士蓝，从而将CN-以沉淀形式富集）。

## 实验室

### 制备
Fe或Fe2+与强氧化剂，如硝酸、浓硫酸、氯气等反应，可形成Fe3+。

### 检验
Fe3+可以与许多物质反应形成络合离子，检验时常使用这些性质：
- 硫氰酸钾或硫氰酸铵，血红色
- 苯酚，紫色
- 亚铁氰化钾（黄血盐），蓝色（该反应可检验Fe3+，但不是络合）

### 清洗
实验室一般使用稀盐酸清洗附着在试管等仪器上的铁盐。

### 注意事项
装有Fe3+溶液的试剂瓶不能用橡胶塞，因为Fe3+会将与其中的二硫键反应，被还原。